# 유에정
유에정(湯江町)은 나가사키현 기타타카키군에 있던 정이다. 현재의 이사하야시 동부에 해당한다.

## 역사
- 1889년 4월 1일 - 정촌제 시행에 의해 기타타카키군 유에촌이 성립하였다.
- 1934년 3월 24일 - 일본국유철도 아리아케니시선 (후에 나가사키 본선)이 개업하였다.
- 1940년 3월 24일 - 정으로 승격해 유에정이 되었다.
- 1956년 9월 20일 - 유에정, 오에촌, 후카노미촌과 합병해 다카기정이 성립하여, 유에정은 소멸하였다.

## 교통

### 철도
- 일본국유철도
  - 나가사키 본선

## 학교
- 유에초등학교
- 유에중학교

## 참고문헌
- 角川日本地名大辞典 42 長崎県